# Tasmaanse raaf
De Tasmaanse raaf (Corvus tasmanicus) behoort tot de familie van de kraaiachtigen.

## Verspreiding en leefgebied
Deze soort komt voor in zuidoostelijk Australië en telt twee ondersoorten:
- C. t. boreus: noordoostelijk New South Wales (oostelijk Australië).
- C. t. tasmanicus: zuidelijk Victoria en Tasmanië.

## Status
De grootte van de populatie is niet gekwantificeerd maar de soort wordt omschreven als algemeen en plaatselijk talrijk. Op de Rode lijst van de IUCN heeft deze soort de status niet bedreigd.